# Serie C AIFA 1985
La Serie C AIFA 1985 è stato il livello d'ingresso del campionato italiano di football americano nel 1985. È stato il primo campionato minore d'ingresso organizzato dall'Associazione Italiana Football Americano per rispondere alla crescita enorme che il football aveva avuto in quegli anni.
La formula, simile al campionato di Serie B era con 24 squadre divise in 4 gironi. Le qualificate al passaggio alla serie superiore erano invece 5.

## Regular season
Le prime classificate di ogni girone accedono alla serie superiore assieme alla miglior seconda.

### Girone Nord
| Pos. | Squadra              | %V   | G  | V | N | P | PF  | PS  |
| ---- | -------------------- | ---- | -- | - | - | - | --- | --- |
| 1    | Pharaones Garbagnate | .900 | 10 | 9 | 0 | 1 | 296 | 94  |
| 2    | Leoni Palmanova      | .833 | 9  | 7 | 1 | 1 | 234 | 81  |
| 3    | Mariners Venezia     | .667 | 9  | 6 | 0 | 3 | 169 | 88  |
| 4    | Pythons Lampugnano   | .350 | 10 | 3 | 1 | 6 | 110 | 153 |
| 5    | Blacksmiths Cernusco | .200 | 10 | 2 | 0 | 8 | 108 | 268 |
| 6    | Crociati Arcore      | .100 | 10 | 1 | 0 | 9 | 42  | 275 |

### Girone Ovest
| Pos. | Squadra            | %V   | G  | V | N | P  | PF  | PS  |
| ---- | ------------------ | ---- | -- | - | - | -- | --- | --- |
| 1    | Lancieri Novara    | .800 | 10 | 8 | 0 | 2  | 175 | 36  |
| 2    | Wasps Vigevano     | .650 | 10 | 6 | 1 | 3  | 182 | 78  |
| 3    | Ironmen La Spezia  | .550 | 10 | 5 | 1 | 4  | 123 | 105 |
| 4    | Waves Bordighera   | .500 | 10 | 5 | 0 | 5  | 106 | 90  |
| 5    | Cinghiali Piacenza | .500 | 10 | 4 | 2 | 4  | 96  | 97  |
| 6    | Hurricanes Pavia   | .000 | 10 | 0 | 0 | 10 | 12  | 288 |

### Girone Centro
| Pos. | Squadra            | %V   | G  | V | N | P  | PF  | PS  |
| ---- | ------------------ | ---- | -- | - | - | -- | --- | --- |
| 1    | Chiefs Ravenna     | .850 | 10 | 8 | 1 | 1  | 188 | 20  |
| 2    | AFT Forlì          | .800 | 10 | 8 | 0 | 2  | 141 | 84  |
| 3    | Hogs Reggio Emilia | .750 | 10 | 7 | 1 | 2  | 172 | 78  |
| 4    | Hunters Roma       | .350 | 10 | 3 | 1 | 6  | 130 | 219 |
| 5    | Apaches Firenze    | .250 | 10 | 2 | 1 | 7  | 93  | 171 |
| 6    | Rivers Pontedera   | .000 | 10 | 0 | 0 | 10 | 55  | 207 |

### Girone Sud
| Pos. | Squadra           | %V   | G  | V | N | P  | PF  | PS  |
| ---- | ----------------- | ---- | -- | - | - | -- | --- | --- |
| 1    | Seagulls Salerno  | .900 | 10 | 9 | 0 | 1  | 328 | 56  |
| 2    | Roosters Bari     | .900 | 10 | 9 | 0 | 1  | 74  | 40  |
| 3    | Cardinals Palermo | .600 | 10 | 6 | 0 | 4  | 163 | 104 |
| 4    | Grasshoppers Bari | .300 | 10 | 3 | 0 | 7  | 140 | 166 |
| 5    | Elephants Catania | .300 | 10 | 3 | 0 | 7  | 104 | 189 |
| 6    | Bucks Caserta     | .000 | 10 | 0 | 0 | 10 | 6   | 360 |

## Verdetti
- Chiefs Ravenna, Lancieri Novara, Pharaones Garbagnate, Seagulls Salerno e Roosters Bari, promosse dalla serie C.